# Minata Samaté Cessouma

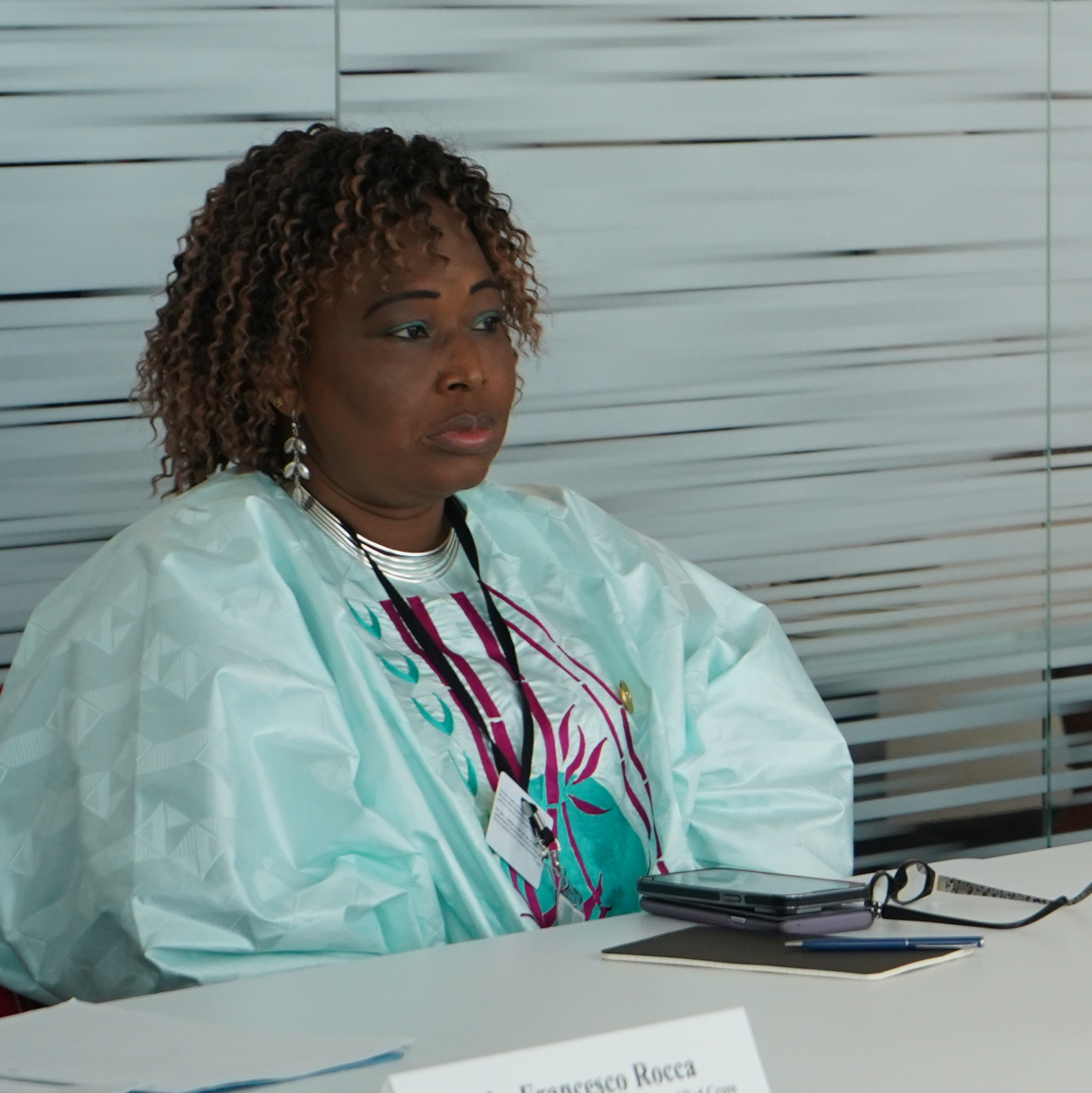
Cessouma Minata Samate (2022).

Minata Samaté Cessouma (* als Minata Cessouma am 14. Juli 1961 in N’Dorola) ist eine burkinische Diplomatin. Von 2017 bis 2021 war sie Kommissarin der Afrikanischen Union für politische Angelegenheiten, seit Februar 2021 ist sie dort Kommissarin für Gesundheit, humanitäre Angelegenheiten und soziale Entwicklung.

## Herkunft und Ausbildung
Minata Cessouma wurde 1961 im westburkinischen N’Dorola geboren. Sie machte eine Ausbildung an der Ecole nationale de magistrature (ENAM) in Ouagadougou. In Paris absolvierte sie am Institut international d'administration publique (IIAP) ein Studium in internationale Beziehungen, erwarb einen Master in Rechtswissenschaften (Schwerpunkt öffentliches Recht) und ein Diplôme d’études supérieures spécialisées (DESS) in internationaler Verwaltung an der Université Paris 1 Panthéon-Sorbonne.

## Karriere
Cessouma begann ihre Karriere 1994 im Außenministerium von Burkina Faso als Leiterin der Abteilung für die Beziehungen zu internationalen Organisationen. Von 1997 bis 2003 war sie erste Beraterin an der Botschaft Burkina Fasos in Äthiopien und bei der ständigen Vertretung am Sitz der Afrikanischen Union (AU) und der afrikanischen Wirtschaftskommission in Addis Abeba. 2007 wurde sie diplomatische Beraterin der Regierung von Tertius Zongo, später bis 2011 stellvertretende Ministerin für regionale Zusammenarbeit. 2011 wurde sie als Nachfolgerin von Bruno Nongoma zur Botschafterin in Äthiopien und Vertreterin Burkina Fasos bei der AU und der Afrikanischen Wirtschaftskommission ernannt. Von 2014 an vertrat sie Burkina Faso dort auch gegenüber Ruanda. Von 2014 bis 2015 leitete sie die gemeinsame Mission der Vereinten Nationen und der Afrikanischen Union in Darfur, die ein Nebeneinander von robuster Peacekeeping-Operation, humanitärem Einsatz und präventiver Diplomatie erforderlich machte.
Im Januar 2017 wurde sie auf der 28. ordentlichen Sitzung der Vollversammlung der Afrikanischen Union zur Kommissarin für politische Angelegenheiten gewählt. Bei den Neuwahlen 2021 musste sie ihren Platz an den Nigerianer Bankole Adeoye abgeben. Sie wurde in einem zweiten Wahlgang von 45 der 46 Staaten zur Kommissarin für Gesundheit, humanitäre Angelegenheiten und soziale Entwicklung gewählt. Als Aufgaben stellten sich die anhaltende Krise der Corona-Pandemie, die Sicherheitsprobleme in der Sahelzone und in anderen Teilen des Kontinents und nicht zuletzt die Migrationsproblematik. Mittelfristig steht die Umsetzung der Agenda 2063 im Zentrum.

## Privates
Minata Samaté Cessouma ist mit dem Journalisten Kloutan Samaté, dem ehemaligen Moderator der 20-Uhr-Nachrichten im burkinischen Fernsehen, verheiratet und Mutter von vier Kindern.